# Stankovci
Stankovci je vesnice a opčina nacházející se v Zadarské župě v Chorvatsku. Nachází se na pobřežní silnici ze Šibeniku do Benkovce přibližně 50 km jihovýchodně od Zadaru.

## Obyvatelstvo
V roce 2011 žilo v opčině 2003 obyvatel, z čehož připadalo 688 na vlastní vesnici Stankovci. Kromě ní zahrnuje opčina sídla Banjevci, Bila Vlaka, Budak, Crljenik, Morpolača a Velim.
V roce 2001 žilo v opčině 2088 obyvatel z toho 98,6 % Chorvatů a 0,7 % Srbů.
V roce 1991 žilo v opčině 2998 obyvatel z toho 84,8 % Chorvatů a 13,0 % Srbů, přičemž Srbové obývali výhradně vesnici Morpolača.
Se Stankovci se dohromady pojí svatý Nikola Tavelić, první chorvatský světec.